# Holzkirchen (Basse-Franconie)
Pour les articles homonymes, voir Holzkirchen.
Holzkirchen est une commune de Bavière (Allemagne), située dans l'arrondissement de Wurtzbourg, dans le district de Basse-Franconie.

## Géographie

### Regroupement
La commune est le regroupement de deux Ortsteils : Holzkirchen et Wüstenzell (de).

## Histoire
L'abbaye et le village sont fondés vers 775 dans l'Évêché de Wurtzbourg. Le village après le recès d'Empire en 1802 dans le Löwenstein-Wertheim. Contre une rente, il passe en 1803 dans la Bavière puis en 1805 dans le Grand-duché de Wurtzbourg qui vient d'être accordé à Ferdinand III de Toscane. Mais en 1814 avec le traité de Paris, le grand-duché intègre le Bavière. La commune est stabilisée dans son intégration en 1818.

## Lieux et monuments
Voir : Liste des monuments à Holzkirchen (Basse-Franconie) (de)

## Économie et infrastructures

### Constructions
Il y a une école maternelle de 50 places.

## Personnages célèbres
- Sir Herman David Weber (né en 1823 à Holzkirchen, mort en 1918 à Londres), médecin à l'hôpital allemand à Londres, médecin personnel de la reine Victoria